# Nowogornyj
Nowogornyj (ros. Новогорный) – osiedle w Rosji, w obwodzie czelabińskim, w okręgu miejskim Oziorska. W 2010 liczyło 6733 mieszkańców.